# David Selby
David Lynn Selby (Morgantown, 5 febbraio 1941) è un attore statunitense.

## Vita privata
È sposato dal 1963 con Claudeis Newman ed ha tre figli, tra cui l'attore Jamison Selby.

## Filmografia parziale

### Cinema
- Blitz nell'oceano (Raise the Titanic), regia di Jerry Jameson (1980)
- Ricche e famose (Rich and Famous), regia di George Cukor (1981)
- Scelta d'amore - La storia di Hilary e Victor (Dying Young), regia di Joel Schumacher (1991)
- Trappola d'amore (Intersection), regia di Mark Rydell (1994)
- L'Albatross - Oltre la tempesta (White Squall), regia di Ridley Scott (1996)
- Ducks - Una squadra a tutto ghiaccio (D3: The Mighty Ducks), regia di Robert Lieberman (1996)
- Natale in affitto (Surviving Christmas), regia di Mike Mitchell (2004)
- End Game, regia di Andy Cheng (2006)
- The Social Network, regia di David Fincher (2010)
- Dark Shadows, regia di Tim Burton (2012)
- Batman: The Dark Knight Returns, Part 1, regia di Jay Oliva – direct-to-video (2012) - voce
- Equals, regia di Drake Doremus (2015)

### Televisione
- Dark Shadows – serial TV, 307 puntate (1968–1971)
- Flamingo Road – serial TV, 18 puntate (1981–1982)
- Falcon Crest – serie TV, 209 episodi (1982–1990)
- Gli specialisti (Soldier of Fortune, Inc.) (SOF: Special Ops Force) – serie TV, 8 episodi (1997–1999)
- Tell Me You Love Me - Il sesso. La vita (Tell Me You Love Me) – serie TV, 9 episodi (2007)

## Doppiatori italiani
Nelle versioni in italiano delle opere in cui ha recitato, David Selby è stato doppiato da:
- Massimo Giuliani in Blitz nell'oceano
- Sandro Iovino in Ricche e famose
- Michele Kalamera in Scelta d'amore - La storia di Hilary e Victor
- Guido Ruberto in Ally McBeal
- Mauro Gravina in Natale in affitto
- Sandro Sardone in End Game
- Bruno Alessandro in Mad Men
- Luca Biagini in Equals
- Luciano Roffi in Cold Case - Delitti irrisolti
- Dario Penne in The Social Network